# Oameni și fiare
Oameni și fiare (titlul original: în rusă Люди и звери, transliterat: Liudi i zveri) este un film dramatic de coproducție sovieto – est-germană, realizat în 1962 de regizorul Serghei Gherasimov, protagoniști fiind actorii Nikolai Eriomenko, Tamara Makarova și Janna Bolotova. 

## Rezumat
În timpul asediului de la Leningrad, Aleksei Pavlov este luat prizonier de germani și deportat într-un lagăr de concentrare. După eliberare, el călătorește în lume ca apatrid, din Argentina la Hamburg, lucrând ca ospătar sau șofer și are ocazia de a  cunoaște viața dură a capitalismului. Disperat și fără adăpost, se gândește la sinucidere, dar este salvat de un german.
Întorcându-se după 17 ani în Uniunea Sovietică, se duce mai întâi la fratele său din Sevastopol, apoi pleacă să-și încerce norocul și să-și reconstruiască viața în Zaporoje, un oraș industrial. Pe drum, o întâlnește din întâmplare pe Anna Andreevna, pe care o recunoaște căci a salvat-o de la moarte în Leningradul asediat. Anna, călătorește cu un Moskvich de la Moscova de asemenea spre sud, împreună cu fiica ei Tania și îl invită să li se alăture. Pe drum, Alexei povestește prin ce a trecut după  întâlnire lor în urmă cu 17 ani...

## Distribuție
- Nikolai Eriomenko – locotenentul Aleksei Pavlov
- Tamara Makarova – Anna Andreevna Soboleva, medic
- Janna Bolotova – Tania Soboleva, fiica ei
- Vitali Doronin – Piotr Pavlov, fratele lui Aleksei
- Natalia Medvedeva – Valentina Pavlova, soția lui Piotr
- Serghei Nikonenko – Iuri Pavlov
- Olesia Ivanova – Varvara Andreevna, sora Annei
- Anastasia Filippova – Stepanida Gavrilovna, bunica
- Mihail Gluzski – Vasili Kliaciko
- Vadim Zaharcenko – Savateev
- Tatiana Gavrilova – Maria Hartman-Șcerbațkaia
- Serghei Gherasimov – Konstantin Константин Lvov-Șcerbațki
- Мaria Rubel – Frau Wilde
- Stanislav Mihin – inspectorul de poliție rutieră
- Friedrich-Wilhelm Junge – Siegfried Haslinger
- Peter Reusse – Bert Haslinger
- Jürgen Frohriep – Gefreiter
- Hans-Joachim Hegewald – soldatul german
- Brigitte Nietzner – fata gecoaică
- Werner Toelke – Caesar Carsten
- Stanislav Borodokin – Vovka
- Maia Bulgakova – Galina
- Manefa Sobolevskaia – stăpâna casei cu fân
- Raisa Koniuhova – țăranca
- Konstantin Bartașevici – Kuznețov, directorul fabricii

## Lansare
A fost lansat în anul 1962 și a avut parte de mare succes comercial, fiind vizionat de 39,1 milioane de spectatori în cinematografele din Uniunea Sovietică.